# Wen (温)
Wen (spreek uit als Wun in het Standaardmandarijns) is een Chinese achternaam die zijn oorsprong vindt in de Chinese provincie Henan. Deze achternaam staat op de 321e plaats van de Baijiaxing. Volgens een verhalen zijn de mensen met de achternaam nakomelingen van een Chinese dokter uit de periode van lente en herfst die heerser van het gebied Wendi werd. Dat gebied heet nu Wenxianxi/温县西. Sommige mensen met de achternaam Ji/姬 veranderden hun achternaam in Wen. In Volksrepubliek China staat de achternaam op de 114e plaats van meestvoorkomende achternaam.
- Vietnamees: Ôn

## Bekende personen met de naam Wen of Wan
- Wen Tingyun 溫庭筠
- Wen Zisheng 溫子升
- Wen Jie 溫疥
- Wen Jiao 溫嶠
- Wen Jiabao 溫家寶, oud-leider van de Volksrepubliek China
- Deric Wan 溫兆倫
- Wen Rui'an 溫瑞安
- Eric Wen
- James Wan